# Laurent Le Bon

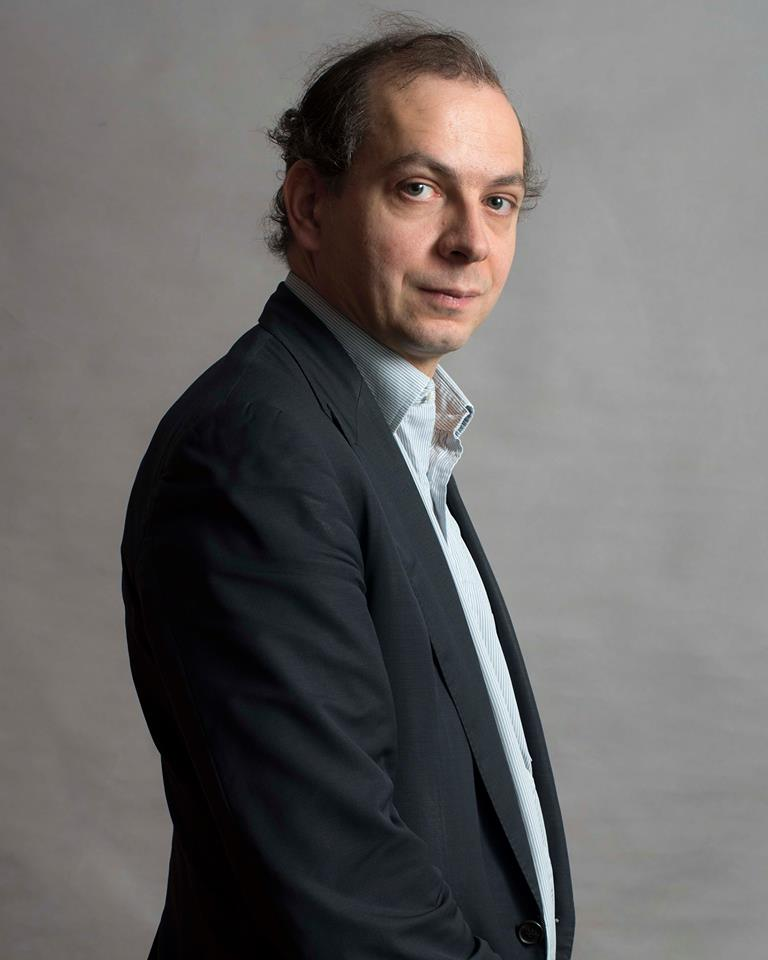
Laurent Le Bon (2013)

Laurent Le Bon (* 2. April 1969 in Neuilly-sur-Seine, Département Hauts-de-Seine, Frankreich) ist ein französischer Kunsthistoriker und Museumskurator und Museumsdirektor.

## Leben
Le Bon schloss das Institut d’études politiques in Paris ab  bevor er dort die École du Louvre besuchte und einen Abschluss im Fach Denkmalschutz machte. Im Jahre 2000 bekam er eine Anstellung am Centre Georges Pompidou in Paris und wurde Lehrer an der École du Louvre. In den folgenden Jahren wurde er mit dem Aufbau des Centre Pompidou-Metz im lothringischen Metz beauftragt, dessen Direktor er in den Jahren von 2010 bis 2014 war.
Zu den weiteren Aufgaben Le Bons gehörten die künstlerische Leitung der Nuit blanche des Jahres 2012, sowie ein Sitz in der Jury des Festival international du livre d'art et du film (FILAF) des Jahres 2012 in Perpignan. In den Jahren von 2009 bis 2011 war er Mitglied des nicht mehr bestehenden Conseil de la création artistiaque.
Anfang Juni 2014 wurde Le Bon von der französischen Kulturministerin zum Leiter des im Oktober 2014 in Paris wiedereröffneten Musée Picasso bestimmt. Das Museum muss ca. 60 Prozent seines Haushalts selbst einnehmen.
Seit 2021 leitet Laurent Le Bon als Präsident das Pariser Centre Pompidou.

## Veröffentlichungen
- Ronan et Erwan Bouroullec. Catalogue de Raison. Éditions Images Modernes, Paris 2002, ISBN 2-913355-14-5.
- Dada. Centre Georges Pompidou, Paris 2001, ISBN 2-84426-277-5.
- mit Didier Schulmann: Albert Marquet Du fauvisme à l'impressionisme. Centre Georges Pompidou, Paris 2003, ISBN 2-84426-196-5.
- mit Valentine de Ganay: Courances. Éditions Flammarion, Paris 2003, ISBN 978-2-08-011119-7.
- als Mitherausgeber: Centre Pompidou-Metz. Prestel, München 2008, ISBN 978-3-7913-4163-7.
  - französisch: Centre Pompidou-Metz. Centre Georges Pompidou, Collection: Catalogue du Musée, Paris 2008, ISBN 978-2-84426-376-6.
- als Mitherausgeber: Xavier Veilhan: 1999–2009. JRP Ringier Kunstverlag, Zürich 2009, ISBN 978-3-03764-077-7.
- als Herausgeber: Pascal Cribier. Itinéraire d'un jardinier. Éditions Xavier Barral, Paris 2009, ISBN 978-2-915173-33-8.
- mit anderen: Une autre histoire de l’est. Édition La Martinière, Paris 2014.